# Xã Northland, Quận Polk, Minnesota
Xã Northland (tiếng Anh: Northland Township) là một xã thuộc quận Polk, tiểu bang Minnesota, Hoa Kỳ. Năm 2010, dân số của xã này là 160 người.